# Inkhundla Hhukwini
L'Inkhundla Hhukwini è uno dei quattordici tinkhundla del distretto di Hhohho, nell'eSwatini.

## Geografia antropica

### Suddivisioni amministrative
L'Inkhundla è suddiviso nei 2 seguenti imiphakatsi: Dlangeni, Lamgabhi.